# Карманский, Пётр Сильвестрович
Пётр Сильвестрович Карманский (укр. Петро́ Сильве́стрович Карма́нський; 1878—1956) — украинский и советский поэт, публицист, переводчик, общественный деятель.

## Биография
Родился в семье ремесленника. До 1907 года обучался на философском факультете Львовского университета, затем изучал богословие в католическом «Коллегиуме рутениум» Ватикана в Риме.
В 1906 возглавлял редакционную коллегию журнала «Мир», с которой берёт своё начало литературная группа «Молодая муза».
В 1907 году попал в тюрьму за поддержку борьбы студенческой молодежи за украинский университет во Львове. После работает в редакциях журналов, домашним учителем, затем в гимназиях Золочева, Львова и Тернополя.
В июле 1913 году уехал в Канаду читать лекции по украинской истории и литературы, основал в Виннипеге украинскую читальню.
В годы первой мировой войны работал агитатором в лагерях для военнопленных украинской национальности русской армии в Германии и Австрии.
Впоследствии выполнял дипломатическую миссию Украинской Народной Республики в Ватикане. Собирал средства для поддержки Западно-Украинской Народной Республики.
В 1917—1918 г.г. преподавал украинскую литературу в винницком учительском институте. В 1922—1932 годах жил в Бразилии и Аргентине. В 1922—1925 годах — представитель ЗУНР в Бразилии. В 1924 году — редактировал орган народного союза украинцев в Бразилии «Український хлібороб».
По возвращении на родину работал учителем гимназии в Дрогобыче. С 1939 года после установления советской власти на Западной Украине, преподавал во Львовском университете.
В 1940 году был принят в Союз советских писателей Украины.
В 1944—1946 годах работал директором мемориального музея Ивана Франко во Львове.
Умер 16 апреля 1956 года во Львове. Похоронен на Лычаковском кладбище.

## Творчество
Печататься начал в 1899 году. П. Карманский — одна из центральных фигур объединения галицких модернистов «Молодая муза».
Сборники стихов «З теки самовбивці» (1899), «Ой люлі, смутку» (1906), «Пливем по морю тьми» (1909) проникнуты мотивами уныния и отчаяния. В книге «Блудні огні» (1907), а также других сборниках немало стихотворений на гражданские темы, в которых слышатся иногда даже нотки социального протеста. Однако общая настроенность творчества П. Карманского — лирико-меланхолическая. По кругу своих эмоций и по формальным приемам близок русскому эстетизму; на его поэзию оказала также сильное влияние католическая мистика.
В стихах, написанных после воссоединения западно-украинских земель с УССР, воспел новую жизнь, победу над фашизмом. После окончания войны Карманский выпустил сатирическую книгу на темы военной эпохи («Al fresco»).
Публицистические произведения П. Карманского написанные в последние лет жизни направлены против папства и католицизма.
Переводил произведения классиков западно-европейской литературы Данте, Гёте, Де Амичиса и др.
Ряд украинских поэтов, вышедших из Галиции или Буковины (Д. Загул, В. Кобылянский и др.), находились под влиянием П. Карманского.

## Избранная библиография
- 3 теки самовбийці. Психилогічний образок у замітках і поезіях, Львів, 1899;
- Ой, люли, смутку, Львів, 1906;
- Блудні огні, Львів, 1907;
- Пливем по морі тьми, Львів, 1909;
- «Al fresco», Віршована проза, Львів — Київ, 1917;
- Кривава книга. Українська Галичина під окупацією Польщі в 1919—1920 рр. (рус. Кровавая книга. Украинская Галичина под оккупацией Польши в 1919—1920 гг. — публицистика, 1921);
- За честь і волю (1923);
- До сонця. Київ, 1941;
- На ясній дорозі. Київ, 1952;
- Крізь темряву. Київ, 1952.